# Rückwirkende Kontinuität

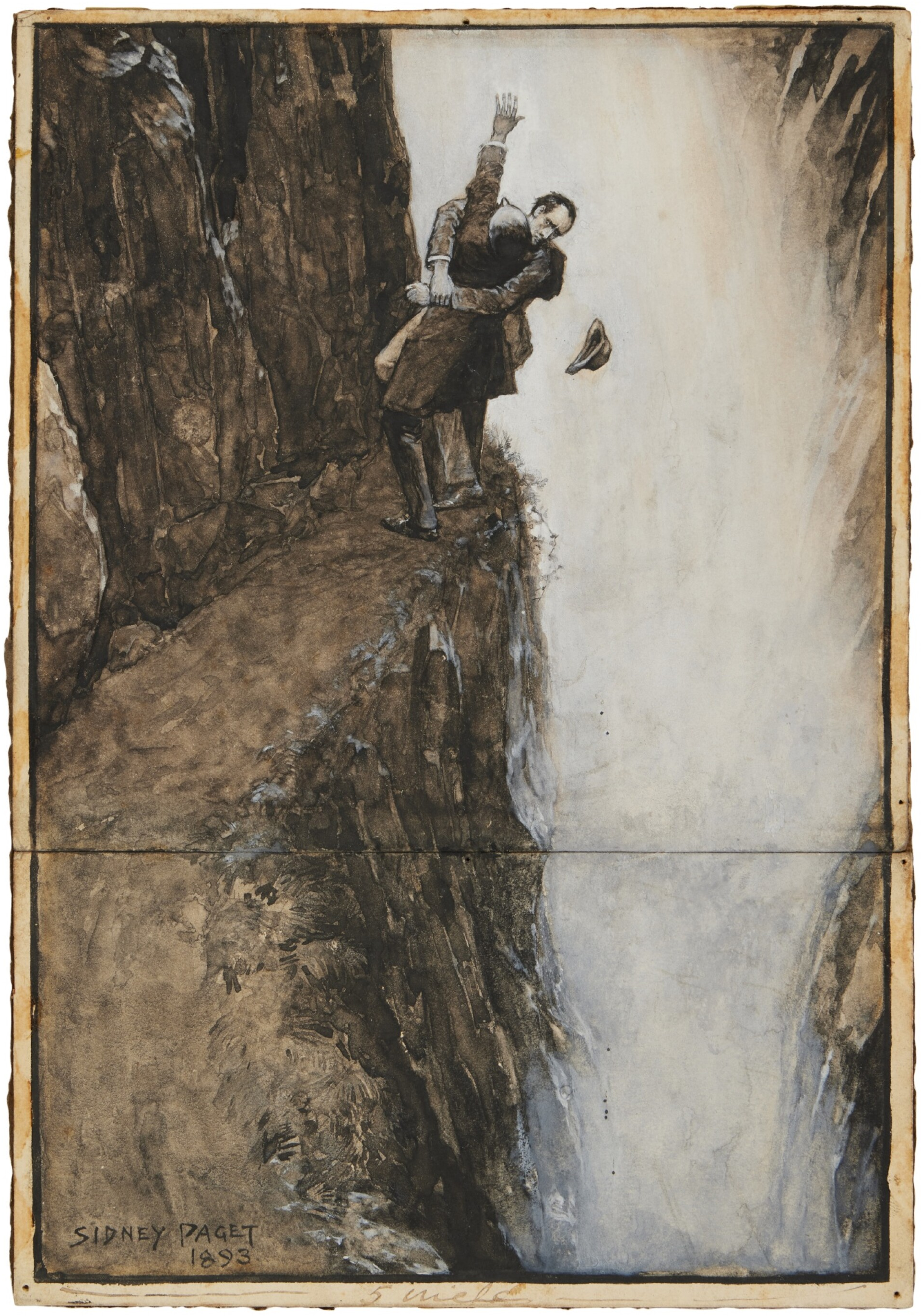
The Death of Sherlock Holmes: Sir Arthur Conan Doyle verwendete rückwirkende Kontinuität, um die Rückkehr Sherlock Holmes’ nach seinem Tod in einer früheren Geschichte im Kampf gegen seinen Erzfeind Professor Moriarty zu erklären.

Rückwirkende Kontinuität (engl. retroactive continuity, meist abgekürzt als Silbenakronym: retcon) ist ein literarisches Mittel, um etablierte diegetische „Fakten“ in der Handlung eines fiktionalen Werkes durch ein später veröffentlichtes Werk anzupassen, zu ignorieren oder zu widerlegen, wodurch die Kontinuität mit dem ersteren unterbrochen wird.
Der englische Begriff retcon [ˈretkɑ:n] bezeichnet den Prozess der Revision einer fiktionalen seriellen Erzählung, bei dem Details, die zuvor in der Erzählung festgelegt wurden, verändert werden, so dass sie in eine neue Richtung fortgesetzt werden kann oder potenzielle Widersprüche in früheren Ereignissen in Einklang gebracht werden können.

## Motive
Motive für die Anwendung rückwirkender Kontinuität sind:
- um gewünschten Aspekten von Fortsetzungen oder abgeleiteten Werken Rechnung zu tragen, die ansonsten ausgeschlossen wären.
- als Reaktion auf die negative Aufnahme von Vorgängergeschichten (durch Kritik oder Fans).
- zur Korrektur und Überwindung von Logik- oder Chronologie-Fehlern oder Problemen, die in einem früheren Werk seit seiner Veröffentlichung festgestellt wurden.
- um zu ändern, wie das Vorgängerwerk zu interpretieren ist.
- um der Realität zu entsprechen, wenn sich Annahmen oder Projektionen der Zukunft später als falsch erweisen.
- um überholt wirkende Werke dem Zeitgeist anzupassen.

Retcons werden von Autoren eingesetzt, um ihre kreative Freiheit zu vergrößern, unter der Voraussetzung, dass die Änderungen für das Publikum im Vergleich zu der neuen Geschichte, die erzählt werden kann, nachrangig sind. Durch das rückwirkende Setzen einer Vorgeschichte in ein Paralleluniversum können beispielsweise weggefallene populäre Charaktere wieder eingeführt werden. Auf subtilere Weise kann ein Plot Point rückwirkend gestrichen werden, wodurch ein Hindernis für das weitere Erzählen der Geschichte beseitigt wird.
Retcons sind in der Pulp-Fiction-Literatur und insbesondere in Comic-Büchern weit verbreitet. Insbesondere für die zwei großen renommierten Verlage DC und Marvel besteht die Schwierigkeit, Widerspruchsfreiheit (Konsistenz) zwischen ihren vielen verschiedenen Titeln zu wahren. Die lange Historie populärer Titel und die große Anzahl unterschiedlicher Autoren, die Geschichten beisteuern, lassen oft logische Konflikte entstehen, die einer Klärung oder Überarbeitung bedürfen. Mehrere Erden, parallele Dimensionen und alternierende Zeitleisten werden zum Ursprung verschiedener Versionen desselben Charakters, was Leser verwirren kann.
Retcons tauchen auch häufig in Mangas, Seifenopern, Filmfortsetzungen, Seriendramen, Zeichentrickfilmen, Computerspielen, Radioserien und anderen Formen der seriellen Belletristik auf.

## Etymologie
Obwohl Jules Verne (1828–1905) das Stilmittel gelegentlich verwendete, wie z. B. im Roman „Die geheimnisvolle Insel“ (1874–75), findet sich die erste veröffentlichte Verwendung des Ausdrucks „rückwirkende Kontinuität“ im 1973 erschienenen Buch „The Theology of Wolfhart Pannenberg“ des Theologen E. Frank Tupper:

“Pannenberg's conception of ‚retroactive continuity‘ ultimately means that history flows fundamentally from the future into the past, that the future is not basically a product of the past.”

„Pannenbergs Konzeption der ‚retroaktiven Kontinuität‘ bedeutet letztlich, dass die Geschichte grundsätzlich von der Zukunft in die Vergangenheit fließt, dass die Zukunft nicht grundsätzlich ein Produkt der Vergangenheit ist.“

Die erste bekannte gedruckte Verwendung von „rückwirkender Kontinuität“, die sich auf die Veränderung der Geschichte in einem fiktiven Werk bezieht, findet sich im Superhelden-Comic „All-Star Squadron“ (Ausgabe #18, Februar 1983) von DC Comics. Die Serie spielte auf DCs „Earth-Two“, einem alternativen Universum, in dem die Comicfiguren des Goldenen Zeitalters in Echtzeit altern. „All-Star Squadron“ wurde während des Zweiten Weltkriegs auf Erde-Zwei angesiedelt; wie in der Vergangenheit eines alternativen Universums hatten alle Ereignisse Auswirkungen auf die zeitgenössische Kontinuität des DC-Multiversums. Jede Ausgabe veränderte die Geschichte der fiktiven Welt, in der sie angesiedelt war.
In der Leserbriefspalte bemerkte ein Leser, dass der Comic den Schöpfern „zuweilen das Gefühl geben muss, sich selbst in eine Ecke zu drängen“, und: „Dass Sie die Geschichte der Comics des Goldenen Zeitalters mit neuen Handlungssträngen in Einklang gebracht haben, war ein künstlerischer (und, wie ich hoffe, finanzieller!) Erfolg“. Der Schriftsteller Roy Thomas antwortete:

“We like to think that an enthusiastic ALL-STAR booster at one of Adam Malin's Creation Conventions in San Diego came up with the best name for it a few months back: 'Retroactive Continuity'. Has kind of a ring to it, don't you think?”

„Wir glauben gerne, dass ein enthusiastischer ALL-STAR Booster auf einer von Adam Malins Schöpfungskongressen in San Diego vor einigen Monaten den besten Namen dafür gefunden hat: ‚Rückwirkende Kontinuität‘. Hört sich irgendwie gut an, finden Sie nicht auch?“

Der Begriff hat sich dann im Vokabular der Fans amerikanischer Superhelden-Comics fest etabliert.

## Typen

### Ergänzungen
Retcons stehen manchmal nicht im Widerspruch zu zuvor festgestellten Tatsachen, sondern füllen stattdessen fehlende Hintergrunddetails aus, in der Regel zur Unterstützung aktueller Plot Points. Thomas bezeichnete die „rückwirkende Kontinuität“ in diesem Sinne als einen rein additiven Prozess, der keine frühere Arbeit rückgängig machte; solche Ergänzungen waren beim „All-Star Squadron“ üblich.
Der Comicautor Kurt Busiek verfolgte einen ähnlichen Ansatz mit „Untold Tales of Spider-Man“ (1995–1997), einer Serie, die Geschichten erzählte, die speziell zwischen die Ausgaben der ursprünglichen Serie „The Amazing Spider-Man“ passten, wobei manchmal Diskontinuitäten zwischen diesen früheren Geschichten erklärt wurden. John Byrne verwendete mit „X-Men: The Hidden Years“ (1999–2001) einen ähnliche Ansatz. Das wahrscheinlich früheste Marvel Comics-Beispiel für neue Geschichten, die zwischen alteingesessene Geschichten gesetzt wurden, war die Zeitschrift „The Rampaging Hulk“ (1977–1978).
Im Spielfilm „Der Pate – Teil II“ (1974) wird die Figur Frank Pentangeli als ein alter Freund der Familie vorgestellt, obwohl sie im ersten Film „Der Pate“ (1972) nicht erwähnt wird; ebenso ist Don Altobello einer der Dons aus „alten Zeiten“, obwohl er erst in „Der Pate III“ (1990) erwähnt wird. Beide Zusätze haben keinen Einfluss auf die Handlung der vorherigen Filme. Die Hinzufügung eines Dachbodens zum Haus der Familie in der US-amerikanischen Fernsehserie „Full House“ (1987–1995) in späteren Staffeln ist ein ähnliches ergänzendes Beispiel.
Im Star-Wars-Franchise ist eine der am häufigsten zitierte Handlungslücken („plot hole“), dass die Superwaffe des Galaktischen Imperiums, der Todesstern, einen eklatanten, schlecht verteidigten Schwachpunkt hat: einen Lüftungsschacht. Der Spielfilm „Rogue One: A Star Wars Story“ (2016), der als direkter Vorläufer von „Krieg der Sterne“ (1977) fungiert, präsentiert den vermeintlichen Konstruktionsfehler jedoch als geplant: Galen Erso, der Chefingenieur des Todessterns, entwarf die Reaktoren so, dass sie instabil sind und daher eine Auslassöffnung benötigen, und übergab die Pläne an die Rebellenallianz, um das Imperium zu sabotieren und den Rebellen heimlich zu zeigen, wie sie den Todesstern zerstören können.

### Umschreibung
Retcons ergänzen manchmal Informationen, die scheinbar im klaren Widerspruch zu früheren Informationen stehen. Häufig handelt es sich dabei um eine Figur, die nachweislich gestorben ist, die sich aber später als überlebt offenbart. Dies ist eine gängige Praxis in Horrorfilmen, die mit dem Tod eines Monsters enden, das dann in einer oder mehreren Fortsetzungen wieder auftaucht. Diese Technik ist in Superhelden-Comics so verbreitet, dass dafür der Begriff „Comic-Buch-Tod“ geprägt wurde.
Ein frühes Beispiel für diese Art von Retcon ist die Rückkehr von Sherlock Holmes, den der britische Schriftsteller Arthur Conan Doyle (1859–1930) in der Kurzgeschichte „Das letzte Problem“ (1893) zwar sterben ließ, ihn dann aber – vor allem wegen der Leserreaktionen – mit „Das leere Haus“ (1903) zurückholte. Ein weiteres Beispiel ist der fiktive Character Phil Coulson, der im Spielfilm „Marvel’s The Avengers“ (2012) starb, später aber in der Fernsehserie „Marvel’s Agents of S.H.I.E.L.D.“ (2013–2020) überlebt hat.
In mehreren seiner Kriminalromane deutet der US-amerikanische Schriftsteller Rex Stout (1886–1975) an, dass seine Romanfigur Nero Wolfe in Montenegro geboren sei, was einige Details seines früheren Lebens auf der Balkanhalbinsel während des Ersten Weltkriegs andeuten. Aber im Roman „Over My Dead Body“ (1939) erzählt Wolfe einem Agenten des Federal Bureau of Investigation (FBI), dass er in den Vereinigten Staaten geboren wurde. Stout verriet den Grund für die Änderung in einem Brief, den er seinem bevollmächtigter Biograph John McAleer schickte:

“In the original draft of Over My Dead Body Nero was a Montenegrin by birth, and it all fitted previous hints as to his background; but violent protests from The American Magazine, supported by Farrar & Rinehart, caused his cradle to be transported five thousand miles.”

„Im ursprünglichen Entwurf von Over My Dead Body war Nero ein gebürtiger Montenegriner, und es passte alles zu früheren Hinweisen auf seine Herkunft; aber heftige Proteste des The American Magazine, unterstützt von Farrar & Rinehart, führten dazu, dass seine Wiege um fünftausend Meilen verlegt wurde.“

In den 1940er und 1950er Jahren stellte der russisch-amerikanische Science-Fiction-Schriftsteller Isaac Asimov (1920–1992) den Planeten Trantor, die Hauptstadt des Galaktischen Reiches, in das „Zentrum der Galaxie“. Spätere astronomische Forschungen deuteten darauf hin, dass sich im Galaktischen Zentrum ein supermassereiches Schwarzes Loch befinden könne, was menschliches Leben dort unmöglich macht. In späteren Arbeiten passte Asimov seine Galaxie und Trantors Lage in ihr an.
Im Science-Fiction-Spielfilm „Star Trek II: Der Zorn des Khan“ (1982) stirbt die Figur des Commander Spock im Film durch ionisierende Strahlung. Dies geschah, weil der Schauspieler Leonard Nimoy (1931–2015) nicht bereit war, im Film mitzuspielen, wenn seine Figur nicht stirbt. Nachdem der Film fertiggestellt war, sagte Nimoy den Produzenten, dass er zurückkehren wolle, falls ein dritter Star-Trek-Film gedreht würde. Daraufhin wurde dem Film ein Epilog hinzugefügt, in dem die Möglichkeit von Spocks Auferstehung angedeutet wird.
Die US-amerikanische Fernsehserie „Dallas“ (1978–1991) annullierte ihre gesamte neunte Staffel (31 Folgen), indem sie nachträglich als ein schrecklicher Alptraum der Figur Pam Ewing umgedeutet wurde. Die Autoren taten dies, um einen vermeintlich plausiblen Grund dafür zu liefern, dass die Hauptfigur des am Ende der achten Staffel verstorbenen Bobby Ewing noch am Leben war, als der Schauspieler Patrick Duffy in die Serie zurückkehren wollte. Diese Staffel wird manchmal als „Traumstaffel“ bezeichnet und wurde später in Zeichentrickserien wie „Family Guy“ humorvoll aufgegriffen.

### Wegnahme
Unpopuläre oder peinliche Geschichten werden von den Verlegern später manchmal ignoriert und ultimativ aus der Kontinuität einer Serie gestrichen. Spätere Geschichten können den vorherigen widersprechen oder ausdrücklich behaupten, dass sie nie stattgefunden haben.
Ein bekanntes Beispiel für eine Wegnahme ist die Fortsetzung des Filmes Highlander – Es kann nur einen geben, Highlander II – Die Rückkehr, bei welchen die Unsterblichen als exilierte Außerirdische dargestellt werden. Dies stieß sowohl bei Kritikern und Fans von Highlander auf deutliche Ablehnung, so dass Highlander III – Die Legende die Handlung des zweiten Teils völlig ignoriert.

### Zeitkompression
Filmfortsetzungen verwenden oft eine zeitliche Verdichtung, um das Gefühl der Dringlichkeit in jeder Folge aufrechtzuerhalten, obwohl diegetisch zwischen den Filmfolgen mehr Zeit verstrichen ist als in der realen Welt.
Zum Beispiel altert die Hauptfigur trotz der implizierten Gleichzeitigkeit in jedem der Filme der Spielfilmreihe „Das Omen“ bei drei Filmen, die in einem Zeitraum von weniger als sechs Jahren erschienen sind, um etwa 15 oder 20 Jahre.

## Verwandte Konzepte
Der Konzept der „Rückwirkenden Kontinuität“ erfolgen stets absichtlich und ist vergleichbar, aber nicht gleichbedeutend mit Plot-Inkonsistenzen, die versehentlich oder aus mangelnder Sorge um Kontinuität entstehen. Zum Beispiel spiegelt die widersprüchliche Kontinuität in episodischen Fernsehserien wie „The Simpsons“ verlorene Kontinuität wider, nicht aber echte Retcons: die Zeitlinie der Familiengeschichte muss kontinuierlich nach vorne verschoben werden, da die Charaktere nicht altern.
In Serien mit eher strenger Kontinuität werden manchmal nachträglich Retcons eingeführt, um Kontinuitätsfehler zu erklären, wie dies in „Familie Feuerstein“ (1960–1966) der Fall war, wo Wilma Flintstone im Laufe der Serie fälschlicherweise zwei verschiedene Mädchennamen (Pebble und Slaghoople) gegeben wurden.
Retcons unterscheidet sich auch davon, einen Schauspieler zu ersetzen, der in einer laufenden Serie eine Rolle spielt, was eher ein Beispiel für „lockere Kontinuität“ ist als eine rückwirkende Änderung vergangener Kontinuität. Die unterschiedliche Erscheinung der Figur wird entweder ignoriert, wie bei den Figuren von Darrin Stephens und Gladys Kravitz in der Fernsehserie „Verliebt in eine Hexe“ (1964–1972), oder innerhalb der Serie erklärt, wie z. B. mit „Regeneration“ in „Doctor Who“ oder dem Orakel im Spielfilm „Matrix Revolutions“ (2003), bei dem die verstorbene Schauspielerin Gloria Foster ersetzt werden musste.
Manchmal gibt es selbstreferentielle Witze über Schauspielerwechsel in der Serie, wie bei „What’s Up, Dad?“ (2001–2005) und „Roseanne“ (1988–1997), wo es einen Wechsel der Schauspielerinnen gab, die eine Rolle spielten (die Charaktere Claire Kyle bzw. Becky Conner). In der letztgenannten Figur beobachtet eine andere Figur, dass Kinder sich äußerlich verändern können, wenn sie das Erwachsenenalter erreichen, und bemerkte, dass Becky, als sie vom College zurückkam (gespielt von einer neuen Schauspielerin), sie nicht einmal erkennen konnte. Als der Schauspieler, der Rory spielte, in „Mrs. Brown's Boys“ ersetzt wurde, erschien der neue Schauspieler zunächst am Set mit einem Verband, angeblich nach einer Schönheitsoperation im Gesicht. Als die Verbände abgenommen wurden, behaupteten die anderen Figuren, keinen Unterschied zu bemerken. Ein ähnlicher Gag wurde mit der Figur des Herrn Flick in der BBC-Sitcom „’Allo ’Allo!“ (1982–1992) verwendet.
Retcons unterscheidet sich auch von der direkten Überarbeitung eines Werkes. Als beispielsweise der US-amerikanische Produzent und Regisseur George Lucas die ursprüngliche Trilogie von „Star Wars“ (Episoden 4–6) neu überarbeitete, nahm er Änderungen direkt am Quellmaterial vor, ergänzte aber kein Filmmaterial, das im Widerspruch zum Inhalt des vorherigen Materials stand. Der britische Schriftsteller J. R. R. Tolkien (1892–1973) nahm nachträglich eine Revision des Fantasyromans „Der Hobbit“ (1937) vor, um ihn mit seinem späteren Hauptwerk „Der Herr der Ringe“ (1954–1955) in Einklang zu bringen.
Retcons sind nicht dasselbe wie ein Reboot, bei dem die ursprüngliche Zeitlinie vollständig verworfen wird, wie in „Battlestar Galactica“ (2004–2009), einer Neuinterpretation des Military-Science-Fiction-Klassikers „Kampfstern Galactica“ von 1978. Ein Retcon kann als „teilweiser“ Reboot verstanden werden, ein Reboot als „extremer“ Retcon.
Es gibt jedoch auch partielle Reboots von Franchises, bei denen der Kern des Franchise noch immer kanonisch ist, das erweiterte Universum jedoch auf eine sekundäre Kontinuität zurückgeführt wird, die zwar nicht völlig ungültig ist, aber einer Revision und kritischen Überprüfung unterliegt.